# Matika pro spolužáky
Matika pro spolužáky je projekt tvorby učebnic matematiky pro středoškolské studenty. 
V roce 2012 se rozhodl student 2. ročníku Gymnázia J. K. Tyla v Hradci Králové Marek Liška vytvořit učebnici, která by pomohla jeho spolužákům pochopit učivo matematiky. S tvorbou mu pomáhal jeho učitel matematiky a s vydáním spolužák Marek Fanderlik. Na klasických učebnicích mu vadila nesrozumitelnost. Příklady v jejich učebnicích mají detailní řešení s komentářem, který studentovi tyká. Znovu se vysvětluje i již probraná látka.
Ve školním roce 2012/2013 s projektem Matematika nejen pro gymnázia vyhrál krajské kolo soutěže Středoškolská odborná činnost. V celostátním finále obsadil páté místo v kategorii Tvorba učebních pomůcek, didaktická technologie. Projekt byl nominován na cenu Eduína 2013.
V říjnu 2013 byla učebnice s názvem Matematika nejen pro gymnázia vytištěna v počtu 300 kusů, následně na Gymnáziu J. K. Tyla probíhalo testování. Peníze na vytištění poskytli sponzoři, filantropové i přispěvatelé z portálu Hithit.com. V roce 2014 vznikl web. V roce 2015 vyšel 1. díl Matiky pro spolužáky pro 1. ročník středních škol. Druhý díl společně píší učitelé a studenti. Do roku 2017 plánují autoři vytvořit díly pro 2., 3. a 4. ročník.
Učebnice sklidila kritiku některých vysokoškolských profesorů, podle nichž matematiku degraduje zjednodušeným výkladem i tykáním čtenářovi.
V září roku 2016 se prodalo již více než 13 000 knih a s projektem navázalo spolupráci 21 středních škol v České republice.
Ani studentské se nevyhnuly zásadní spory mezi bývalými přáteli. „Nešlo to jinak. Měli jsme rozdílné názory, nakonec jsme se dohodli, že se rozejdeme. Marek má plány na tvorbu jiných učebnic, šli jsme každý svou cestou,“ řekl Marek Liška o dění ve firmě v srpnu 2016 pro Hospodářské noviny.
Plány studentského projektu nekončí u jednoho ročníku. „V říjnu vydáváme text pro druhé ročníky, příští duben třetí a v září 2017 čtvrtý díl,“ uzavřel Liška.
Na konci školního roku 2016/17 pokrývala Matika pro spolužáky 1. a 2. ročník středních škol. Podle autora, Marka Lišky v září 2017 vyjdou učebnice a pracovní sešity pro 3. ročníky SŠ a v roce 2018 budou následovat materiály pro čtvrté ročníky střední školy. Podle webových stránek Matiky pro spolužáky vyučuje 63 středních škol.  